# Marcus Rieck
Marcus Rieck (* 1977) ist ein deutscher Jazzmusiker (Schlagzeug).
Rieck studierte von 1997 bis 2002 Jazz-Schlagzeug an der Hochschule für Musik Köln bei Keith Copeland. Seitdem arbeitete er u. a. mit Tom Gaebel, Nils Wülker, Silvia Droste, John Marshall, John Goldsby, Olaf Polziehn und Lyambiko; außerdem tourte er mit Wolf Maahn, Richard Bargel sowie Klaus „Major“ Heuser und arbeitete für verschiedene Radio- und Fernsehsender. In den nächsten Jahren spielte Rieck u. a. im Benjamin Schaefer Trio mit François de Ribaupierre, Benjamin Schaefer und Steve Klink. Im Bereich des Jazz war er zwischen 2000 und 2010 an sechs Aufnahmesessions beteiligt, u. a. mit Lars Duppler. Er ist als Korrepetitor für den Studiengang Tanz an der Hochschule für Musik Köln tätig und unterrichtet seit 2003 an der Musikschule Klangwerk.

## Diskographische Hinweise
- Lars Duppler: Palindrome 6tet (JazzHausMusik, 2004)
- Robert Landfermann / Marcus Rieck / Benjamin Schaefer: Roots and Wings (Enja, 2008)
- Marc Brenken - Christian Kappe Quartett: More Short Stories (2014)
- Ayça Miraç: Lasjazz (Jazzhaus Records 2019, mit Henrique Gomide, Philip Grussendorf)